# Lista de álbuns mais caros

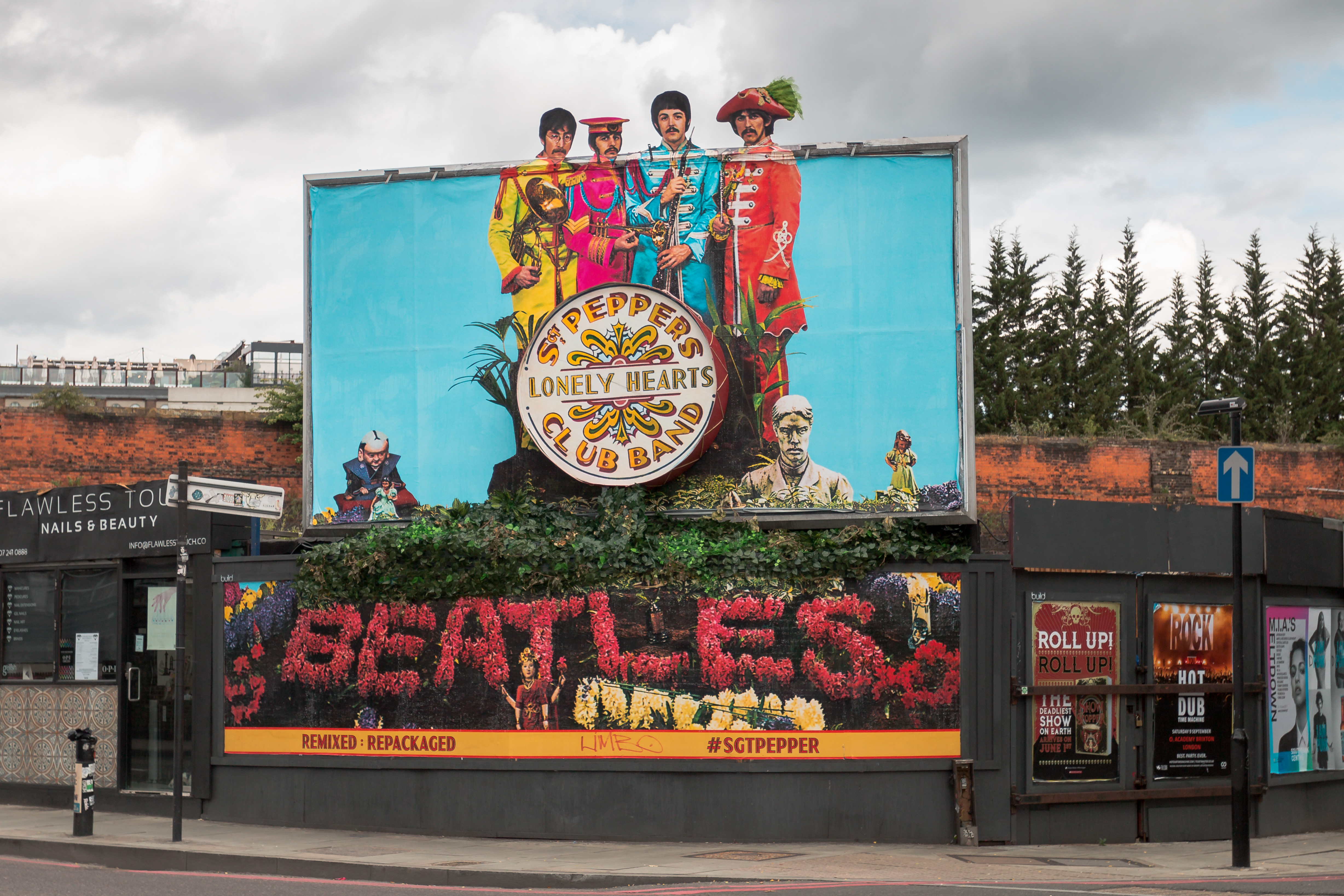
Outdoor do álbum Sgt. Pepper's Lonely Hearts Club Band

Chinese Democracy, o álbum de rock mais caro de todos os tempos

A lista a seguir apresenta os álbuns mais caros já produzidos⁣⁣, com um custo superior a US$ 1 milhão, classificados conforme o montante gasto em campanhas promocionais e capas de álbuns. O processo de gravação tradicionalmente exige um investimento em tempo de estúdio e mão de obra qualificada na produção musical, tornando o processo caro.
No final da década de 1950, o custo de produção de álbuns pop variava entre US$ 3.000 e US$ 7.000. Nos anos 1960, o custo médio de produção de um álbum subiu para US$ 15.000. Exemplos notáveis de álbuns que bateram recordes de gastos incluem Sgt. Pepper's Lonely Hearts Club Band (1967), com um valor estimado em £ 25.000, Tommy (1969) e Pet Sounds (1966), ambos com um custo de US$ 70.000 cada, além do álbum inacabado Smile, cujo single "Good Vibrations" (1966) teve um orçamento entre US$ 50.000 e US$ 75.000, mais do que muitos álbuns completos da época.
Na década de 1970, o orçamento de vários álbuns variava entre US$ 350.000 e US$ 500.000, enquanto álbuns populares de rock alcançavam uma média de US$ 100.000 e até US$ 500.000 na metade da década. Em 1981, alguns álbuns eram produzidos com orçamentos de US$ 1 milhão. O contador John McClain estimou um custo de US$ 2,5 milhões para um álbum de Michael Jackson em 1987. Atualmente, segundo a Federação Internacional da Indústria Fonográfica (IFPI), os custos de produção de álbuns populares são geralmente orçados em pelo menos US$ 200.000, e se houver muito tempo de estúdio envolvido, os custos podem ultrapassar US$ 350.000. Alguns artistas tiveram seus álbuns financiados por patrocínios, como o notório caso de Mariah Carey, cujo álbum Memoirs of an Imperfect Angel (2009) foi patrocinado pelo Bahamas Board of Tourism.
Acredita-se que o primeiro álbum a custar mais de US$ 1 milhão tenha sido Tusk (1979), da banda Fleetwood Mac. Chinese Democracy (2008), do Guns N' Roses, que chegou a ser incluído no Guinness World Records como o álbum mais caro da história, provavelmente custou mais de US$ 1 milhão por ano durante suas gravações entre 1998 e 2006. E é atualmente o álbum de rock mais caro já produzido.
Com um custo estimado entre US$ 30 e US$ 40 milhões, Invincible (2001), de Michael Jackson, continua sendo o álbum mais caro já produzido. Tanto Michael Jackson quanto Kanye West aparecem várias vezes nessa lista, com pelo menos quatro álbuns cada um.

## Lista de álbuns por custos registrados
| Lançamento | Álbum                                      | Artista          | Gravado   | Custo aprox.   | Custo ajustado (em 2023 dólar) | Ref.                 |
| ---------- | ------------------------------------------ | ---------------- | --------- | -------------- | ------------------------------ | -------------------- |
| 2001       | Invincible                                 | Michael Jackson  | 1997–2001 | $30–40 milhões | $51 621 876/$68 829 167        | [ 20 ] [ 22 ] [ 21 ] |
| 2008       | Chinese Democracy                          | Guns N' Roses    | 1998–2007 | $13 milhões    | $18 396 909                    | [ 24 ]               |
| 1995       | HIStory: Past, Present and Future, Book I  | Michael Jackson  | 1979–1995 | $10 milhões    | $19 995 632                    | [ 25 ]               |
| 1991       | Dangerous                                  | Michael Jackson  | 1989–1991 | $10–8 milhões  | $22 369 900/$17 895 920        | [ 26 ] [ 27 ] [ 28 ] |
| 2001       | Victoria Beckham                           | Victoria Beckham | 1999–2001 | £5 milhões     | £10,444,883                    | [ 29 ]               |
| 1987       | Hysteria                                   | Def Leppard      | 1984–1987 | $4.5–5 milhões | $13 409 490/$12 068 541        | [ 30 ] [ 31 ] [ 32 ] |
| 1999       | Garth Brooks in...the Life of Chris Gaines | Garth Brooks     | —         | $5 milhões     | $9 145 026                     | [ 32 ] [ 33 ]        |
| 2009       | Memoirs of an Imperfect Angel              | Mariah Carey     | 2009      | £4 milhões     | £6,776,930                     | [ 15 ]               |
| 2002       | Untouchables                               | Korn             | 2001      | $4 milhões     | $6 775 948                     | [ 35 ]               |
| 1988       | Non Stop                                   | Julio Iglesias   | —         | $3 milhões     | $7 728 756                     | [ 36 ]               |
| 2010       | My Beautiful Dark Twisted Fantasy          | Kanye West       | 2009–2010 | $3 milhões     | $4 191 668                     | [ 37 ]               |
| 2015       | Once Upon a Time in Shaolin                | Wu-Tang Clan     | 2007–2013 | $3 milhões     | $3 856 240                     | [ 38 ]               |
| 2003       | Deftones                                   | Deftones         | 2002      | $2.5 milhões   | $4 140 738                     | [ 39 ]               |
| 1987       | Bad                                        | Michael Jackson  | 1985–1987 | $2 milhões     | $5 363 796                     | [ 40 ]               |
| 2005       | Late Registration                          | Kanye West       | 2004–2005 | $2 milhões     | $3 120 123                     | [ 41 ]               |
| 2010       | Superficial                                | Heidi Montag     | 2007–2009 | $2 milhões     | $2 794 445                     | [ 42 ]               |
| 1982       | Rock in a Hard Place                       | Aerosmith        | 1981–1982 | $1.5 milhão    | $4 735 862                     | [ 43 ]               |
| 1990       | Charmed Life                               | Billy Idol       | 1989–1990 | $1.5 milhão    | $3 498 217                     | [ 44 ]               |
| 1993       | Aries                                      | Luis Miguel      | 1992–1993 | $1.5 milhão    | $3 163 787                     | [ 45 ]               |
| 2011       | Watch the Throne                           | Kanye West Jay-Z | 2010–2011 | $1.5 milhão    | $2 031 657                     | [ 46 ]               |
| 2013       | Yeezus                                     | Kanye West       | 2012–2013 | $1.5 milhão    | $1 962 000                     | [ 46 ]               |
| 1979       | Tusk                                       | Fleetwood Mac    | 1978–1979 | $1.4 milhão    | $5 877 304                     | [ 47 ] [ 48 ]        |
| 2012       | Cruel Summer                               | GOOD Music       | 2011–2012 | $1.3 milhão    | $1 725 294                     | [ 46 ]               |
| 1979       | The Long Run                               | Eagles           | 1978–1979 | $1 milhão      | $4 198 074                     | [ 49 ]               |
| 1981       | For Those About to Rock We Salute You      | AC/DC            | 1981      | $1 milhão      | $3 351 391                     | [ 50 ]               |
| 1982       | Donna Summer                               | Donna Summer     | 1981–1982 | $1 milhão      | $3 157 241                     | [ 51 ]               |
| 1988       | Brian Wilson                               | Brian Wilson     | 1987–1988 | $1 milhão      | $2 576 252                     | [ 52 ] [ 53 ] [ 54 ] |
| 1989       | The Seeds of Love                          | Tears for Fears  | 1986–1989 | $1 milhão      | $2 457 987                     | [ 55 ]               |
| 1991       | Metallica                                  | Metallica        | 1990–1991 | $1 milhão      | $2 236 990                     | [ 56 ]               |
| 1995       | The Woman in Me                            | Shania Twain     | 1994–1995 | $1 milhão      | $1 999 563                     | [ 57 ]               |
| 1998       | He Got Game                                | Public Enemy     | 1997–1998 | $1 milhão      | $2 576 252                     | [ 59 ]               |
| 1999       | Ricky Martin                               | Ricky Martin     | 1997–1998 | $1 milhão      | $1 829 005                     | [ 60 ]               |
| 2002       | One by One                                 | Foo Fighters     | 2002      | $1 milhão      | $1 693 987                     | [ 61 ]               |
| 2005       | One Way Ticket to Hell... and Back         | The Darkness     | 2005      | $1 milhão      | $1 560 061                     | [ 62 ]               |

## Lista de álbuns por orçamento promocional/custo de campanha

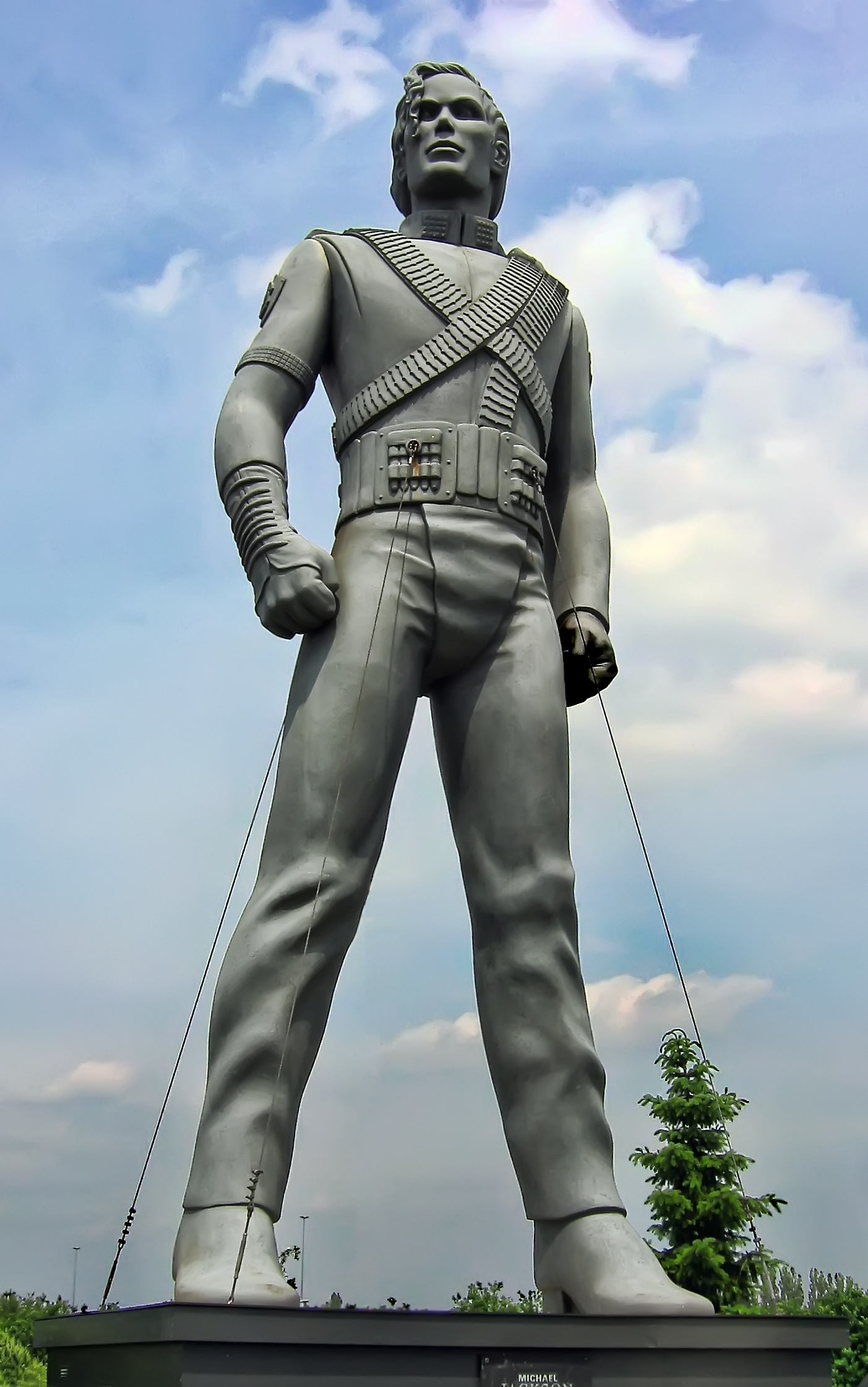
Uma das várias estátuas de 9 m colocadas pela Europa para promover a HIStory World Tour — a turnê do álbum HIStory de Michael Jackson

| Lançamento | Álbum                                     | Artista         | Selo fonográfico    | Despesas Orçamentárias | Custo ajustado (em 2023 dólar) | Ref.                 |
| ---------- | ----------------------------------------- | --------------- | ------------------- | ---------------------- | ------------------------------ | -------------------- |
| 1995       | HIStory: Past, Present and Future, Book I | Michael Jackson | Sony / Epic Records | $30,000,000            | $59 986 897                    | [ 63 ] [ 64 ]        |
| 2001       | Invincible                                | Michael Jackson | Sony / Epic Records | $25,000,000            | $43 018 230                    | [ 20 ] [ 21 ] [ 65 ] |
| 2013       | Artpop                                    | Lady Gaga       | Interscope Records  | $25,000,000            | $32 700 000                    | [ 66 ]               |
| 1999       | Brand New Day                             | Sting           | A&M Records         | $18,900,000            | $34 568 198                    | [ 67 ]               |
| 1999       | The Life of Chris Gaines                  | Garth Brooks    | Capitol Records     | $15,000,000            | $27 435 078                    | [ 32 ] [ 33 ]        |
| 2000       | 1                                         | The Beatles     | Apple Records / EMI | $15,068,493            | $26,660,313                    | [ 68 ]               |

### Visão geral
HIStory (1995) de Michael Jackson tem a mais extensa campanha de marketing da história da música pop, realizada por uma gravadora. Até então, uma gravadora poderia gastar uma média de US$ 2 milhões em campanhas promocionais para artistas como Rolling Stones, Aerosmith e Madonna, por lançamento. Este último teve a maior campanha promocional da Warner Records para um álbum até o lançamento de Like a Prayer (1989), com US$ 2 milhões. Em contraste, de acordo com Hank Bordowitz em Dirty Little Secrets of the Record Business (2007), montar uma campanha promocional bem-sucedida para estações de rádio pode custar entre US$ 250.000 e US$ 1 milhão por música.
Exemplos de campanhas associadas fora dos esforços da gravadora incluem Born This Way (2011) de Lady Gaga, com uma quantia relatada de US$ 3 milhões fornecida pela Amazon, e o patrocínio de Rihanna com a Samsung por US$ 25 milhões, que cobriu o lançamento de seu álbum Anti (2016) e sua turnê.

## Lista de capas de álbuns/embalagens por custo
Esta é uma lista de capas de álbuns ou embalagens de CDs históricas e caras que quebraram recordes.
- Elvis Presley (1956) – foi supostamente a capa de álbum mais cara até então.[74]
- Sgt. Pepper's Lonely Hearts Club Band (1967) – A capa, custando £ 25.000, foi supostamente o design de capa mais caro até então.[75][i] A maioria das capas até aquele ponto custava cerca de £ 50.
- Aladdin Sane (1973) – foi supostamente a capa de álbum mais cara até então.[77]